# Muraltengut

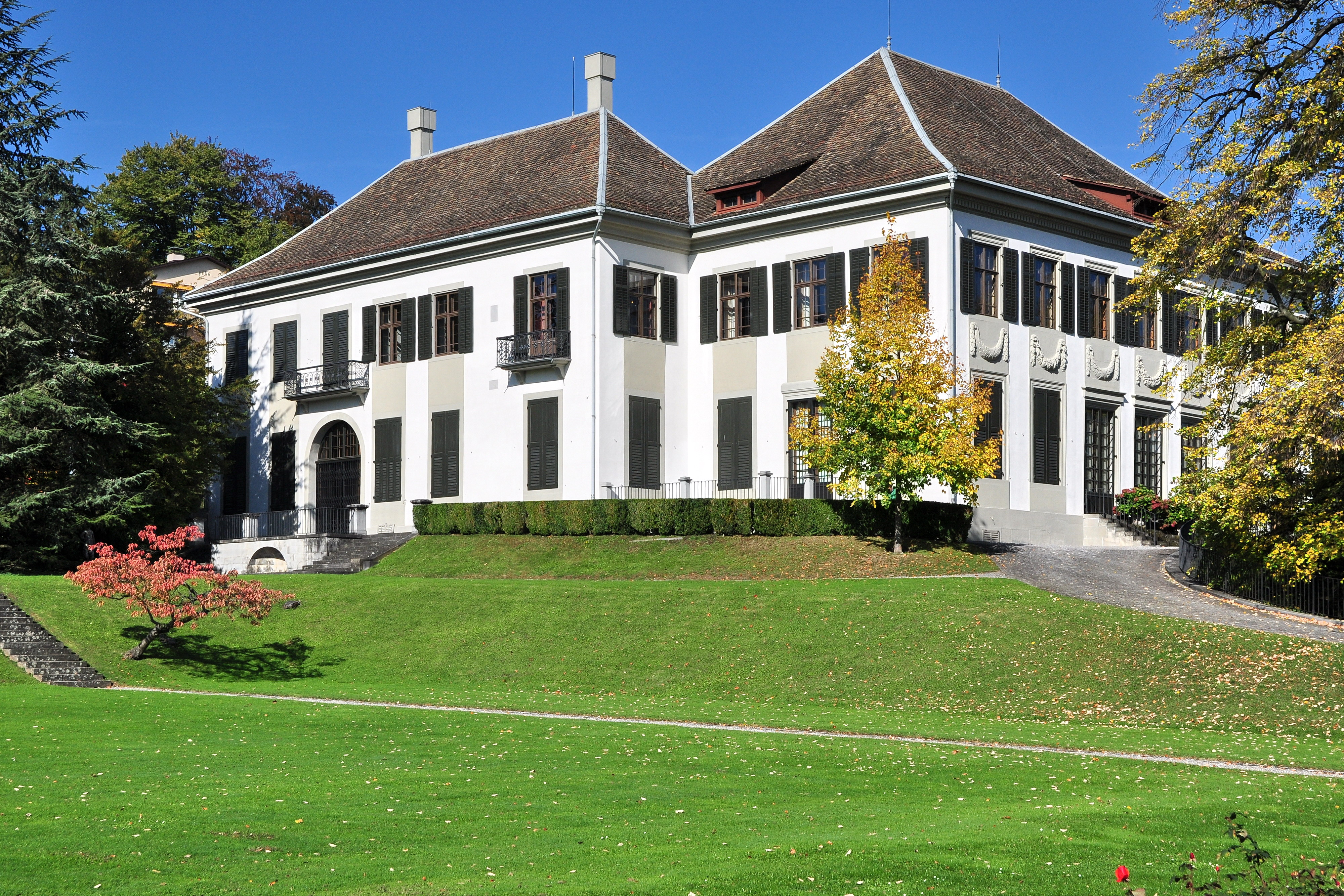
Muraltengut

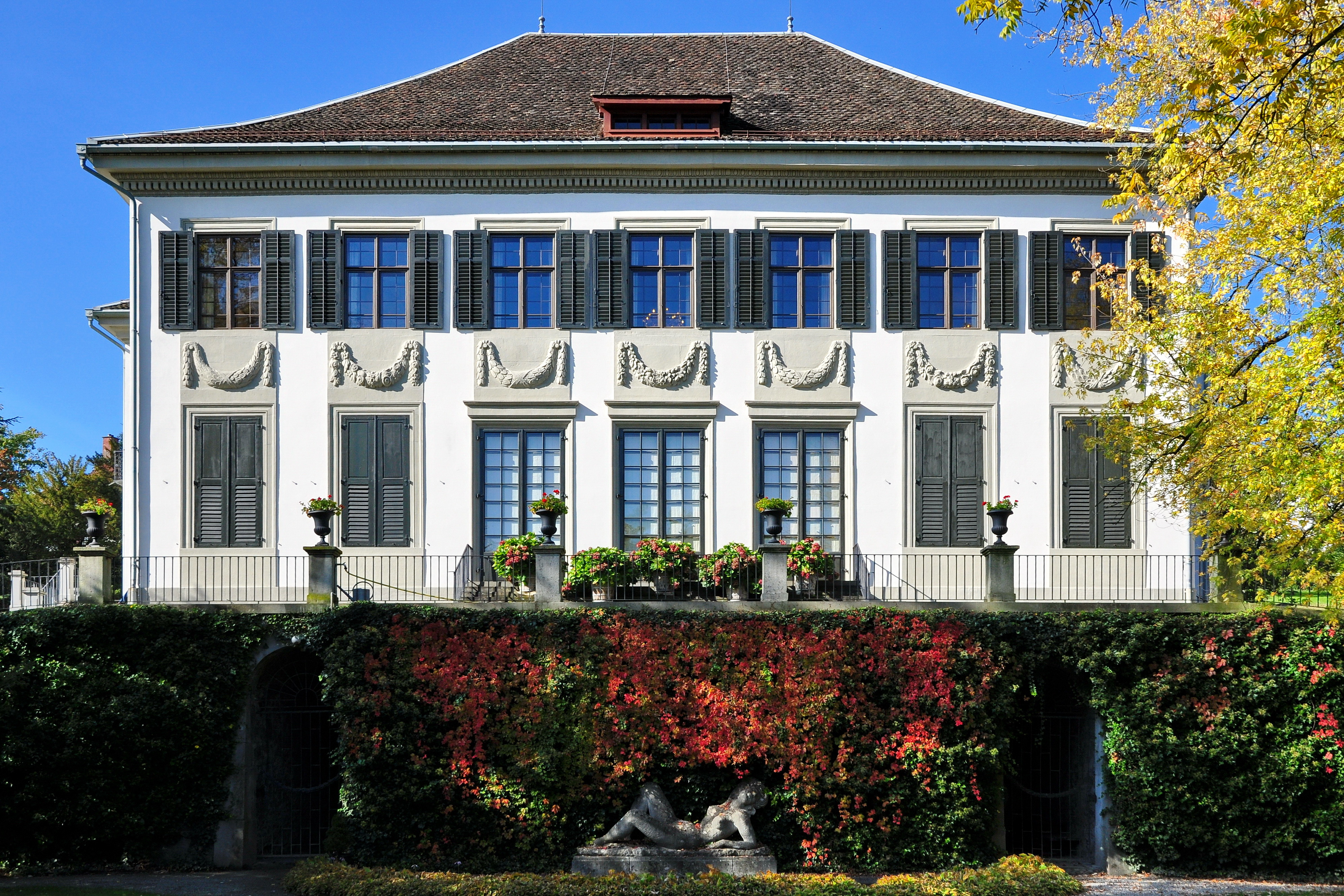

Das Muraltengut ist ein ehemaliges Landhaus im Zürcher Stadtquartier Enge. Heute dient es dem Stadtrat von Zürich zu Repräsentationszwecken.

## Geschichte
Das Muraltengut wurde zwischen 1777 und 1782 von Johannes Werdmüller (1725–1801) nach eigenen Plänen als Sommersitz am Ufer des Zürichsees erbaut. Es hiess damals Werdmüllersches Landgut.
Johannes Werdmüller war Stadtbauherr, doch warf man ihm vor, vom Bauen nichts zu verstehen. Um den Gegenbeweis anzutreten, liess er seinen Sommersitz nach eigenen Plänen und mit neuartigen Baumaschinen errichten. Generell hielt er sich, obwohl Gerichtsherr und Mitglied des Kleinen Rats, wenig an die Konventionen. Er kleidete sich extravagant und trug am Sonntag demonstrativ ein Buch von Voltaire unter dem Arm. Im Salon seines Hauses wurde aufklärerisches Gedankengut diskutiert.
Historische Darstellungen

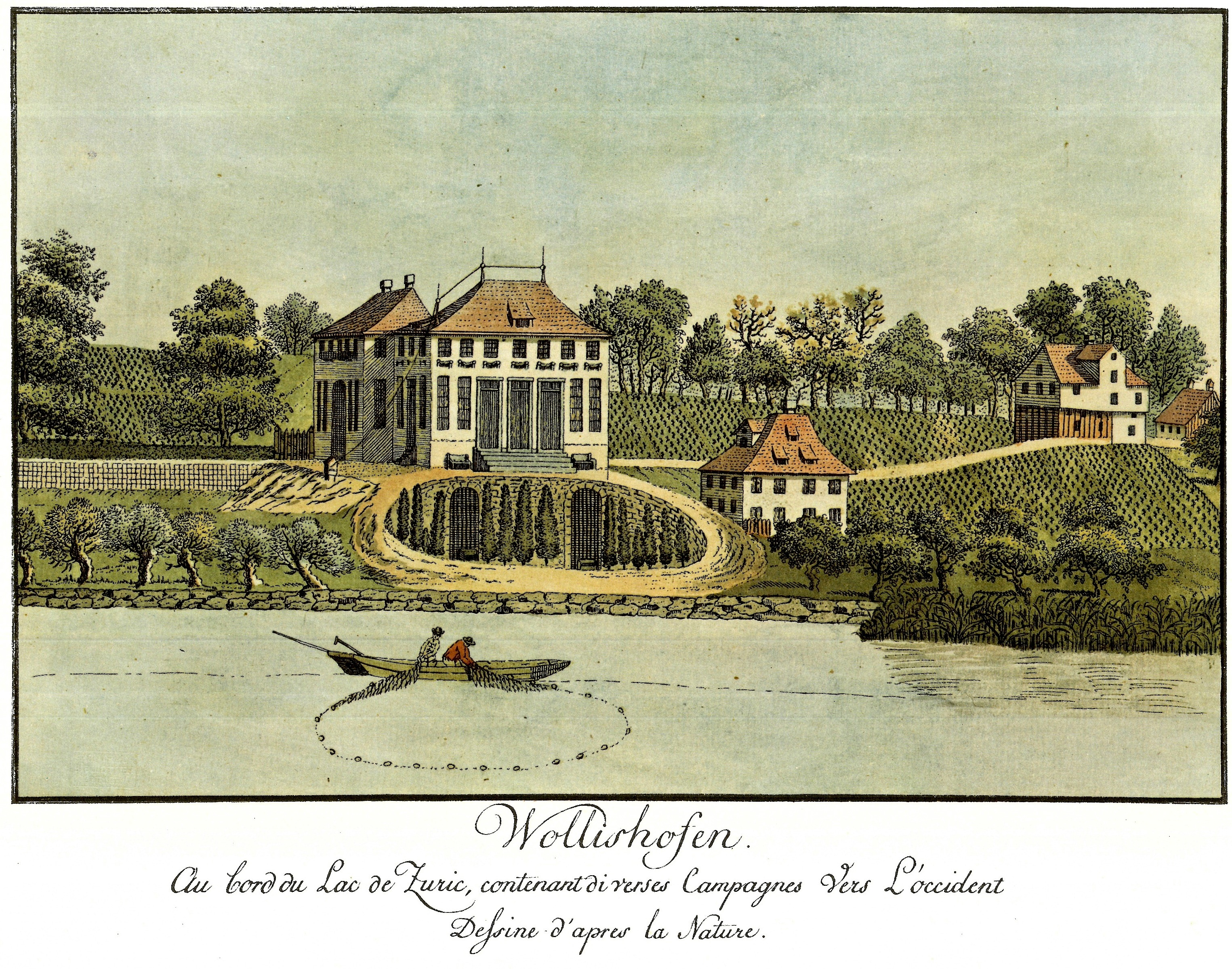
Stich von Heinrich Brupbacher, 1794
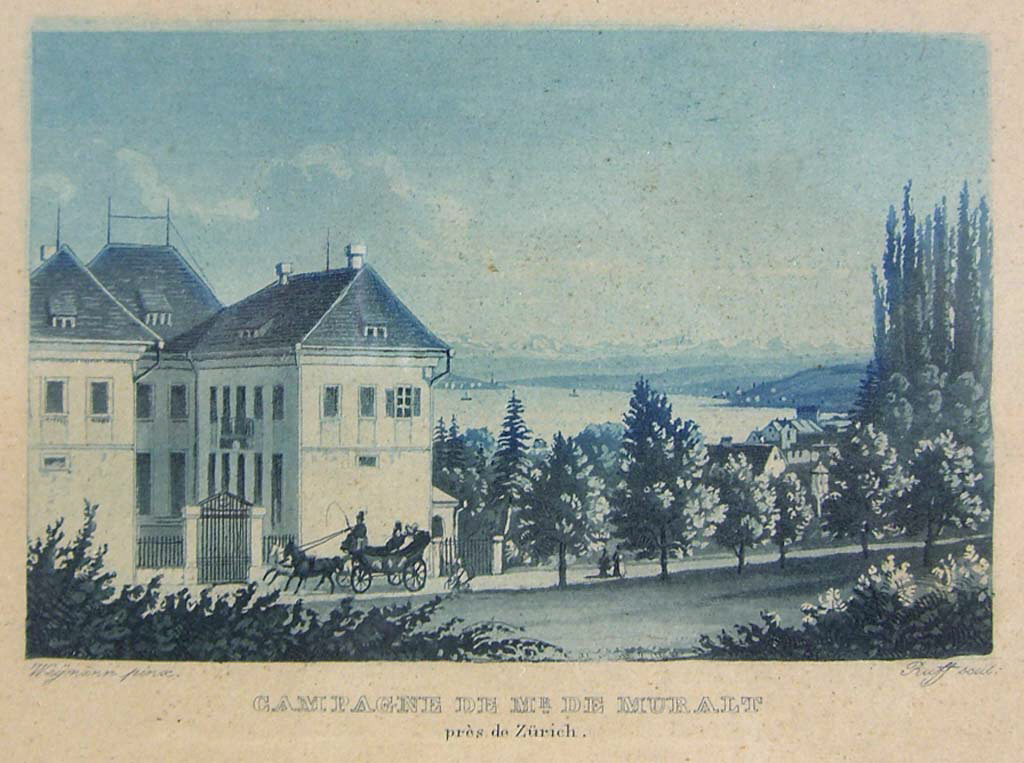
Autor unbekannt, 19. Jahrhundert
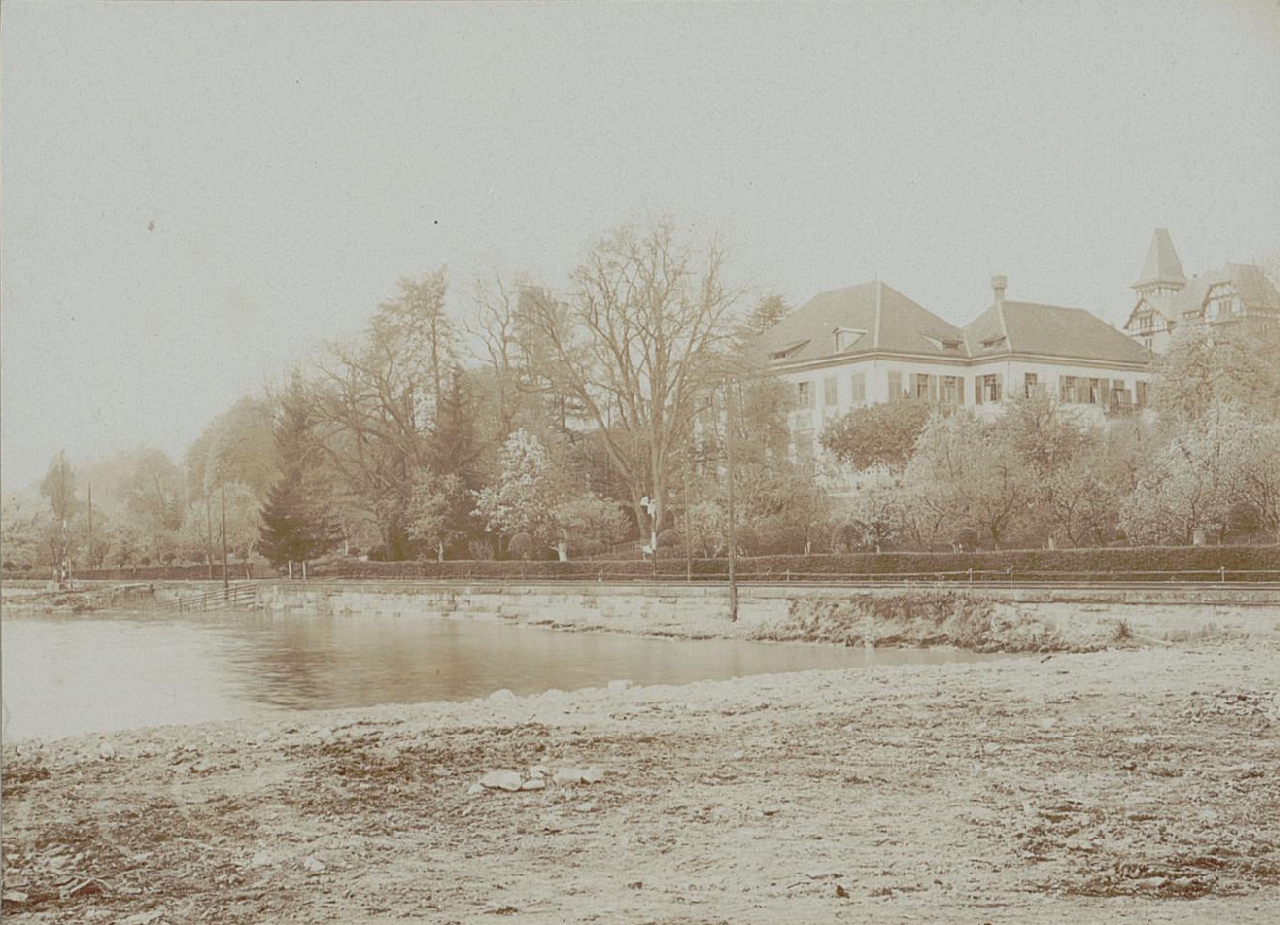
Das Muraltengut vor dem Bau der Eisenbahnlinie

1825 ging das Anwesen an den Bürgermeister Hans Konrad von Muralt (1779–1869), von dem das Gut heute seinen Namen hat. 1924 kaufte es Martin Bodmer und rettete es damit vor dem Abriss. Seit 1944 gehört es der Stadt Zürich, die es für Repräsentationszwecke nutzt. Der Park ist – anders als das Gebäude – öffentlich zugänglich.
Zu den im Haus empfangenen Gästen gehören Margaret Thatcher, François Mitterrand, Kofi Annan und der Dalai Lama.

## Architektur und Kunst

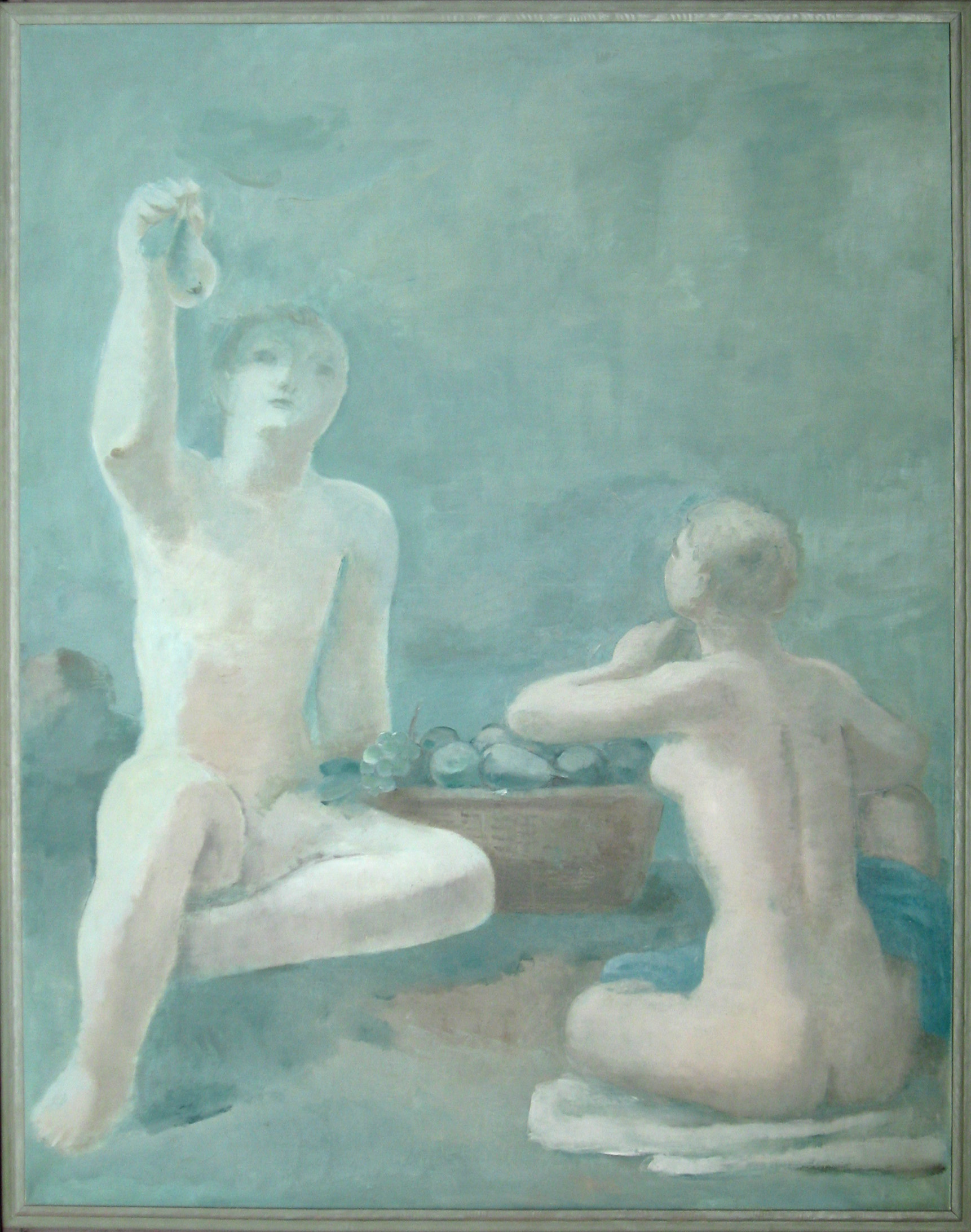
Karl Walser: Hirtenpaar. Muraltengut Zürich

Die Komposition ist barock, und das gesamte Anliegen mit Gärtnerhaus und Park ist im Stil einer französischen Maison de plaisance gehalten. Auf der Seeseite zeigen sich jedoch schon Züge des frühen Klassizismus, wogegen sich auf der gegenüberliegenden Seite, zur Seestrasse gewandt, ein traditioneller Ehrenhof befindet. Im Innern ist wenig aus der Erbauungszeit erhalten, da das Anwesen von Martin Bodmer 1924–1926 im neoklassizistischen Stil modernisiert wurde.
Das Haus besteht aus zwei Geschossen, wobei im fünf Meter hohen Erdgeschoss insbesondere drei die Terrasse angrenzende Säle Platz finden. Das darüberliegende Geschoss war zum Wohnen gedacht. Hohe Zeltdächer bilden den Abschluss. Das Haus verfügt ausserdem über einen Keller, dessen Eingänge sich unter der Terrasse befinden.
Der Besitz wurde 1900 durch den Bau der Eisenbahn und die Aufschüttung des Seeufers vom See getrennt. Die ehemalige Seelinie ist heute durch eine Linie beschnittener Linden markiert.
Karl Walser schuf für das Muraltengut mehrere Wandgemälde. Das Landhaus beherbergt einige Werke bedeutender moderner Künstler, darunter solche von Pipilotti Rist und Fischli/Weiss, sowie ein Wandbild mit einer Zirkusszene von Alois Carigiet und zwei Stadtansichten von Ernst Morgenthaler.

## Park

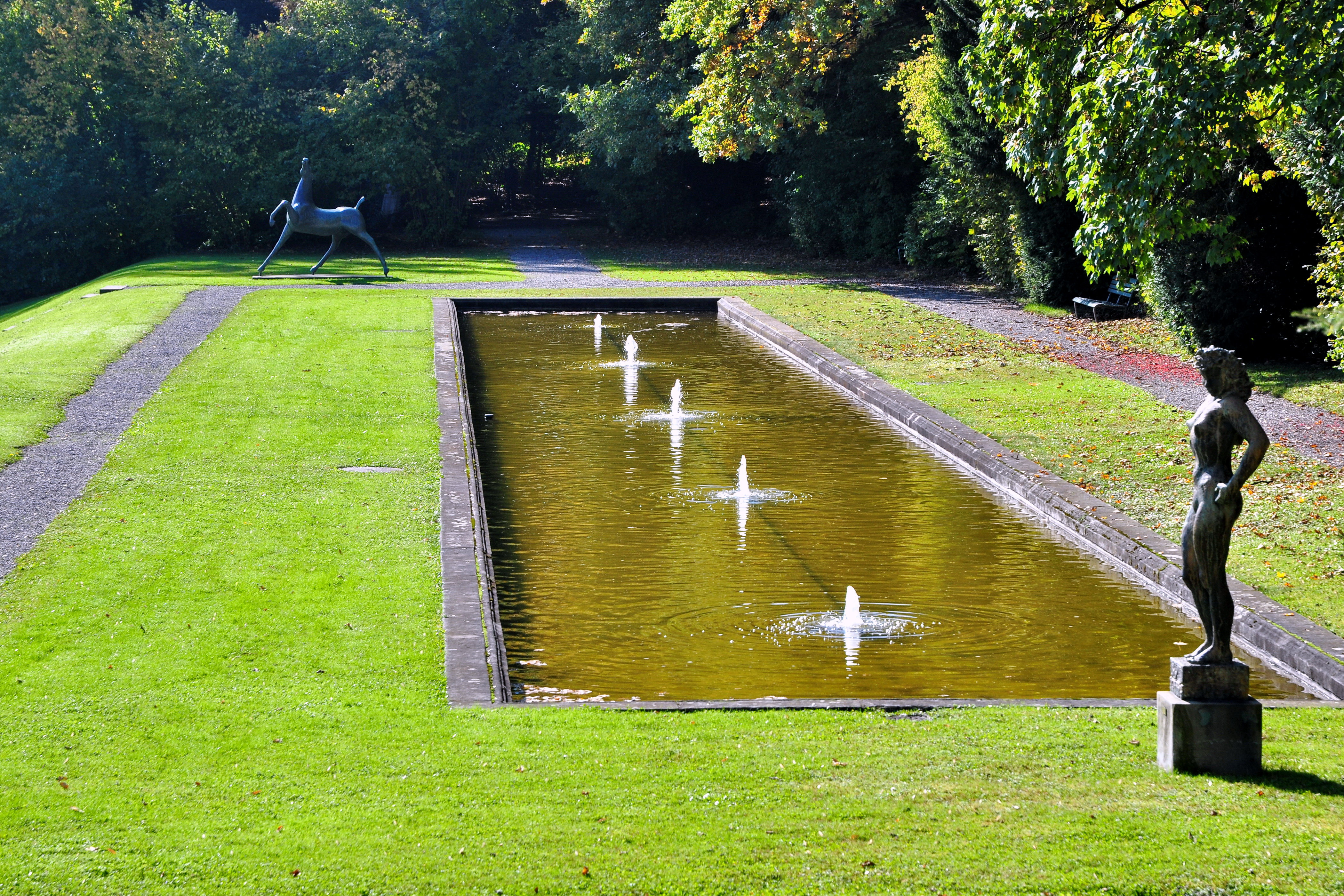
Wasserbecken, dahinter Das Pferd, davor Stehendes Mädchen

Der öffentlich zugängliche Park umfasst ein Rosarium mit über 5000 Rosenstöcken, welche durch Grün Stadt Zürich gepflegt werden. Fünf Plastiken sind ausserdem im Park verteilt: Schreitender Jüngling (Franz) von Karl Geiser, das Pferd von Otto Charles Bänninger, stehendes Mädchen von Hermann Haller, Arlecchino in attesa von Emilio Stanzani sowie die Liegende von  Hermann Haller
Skulpturen im Park

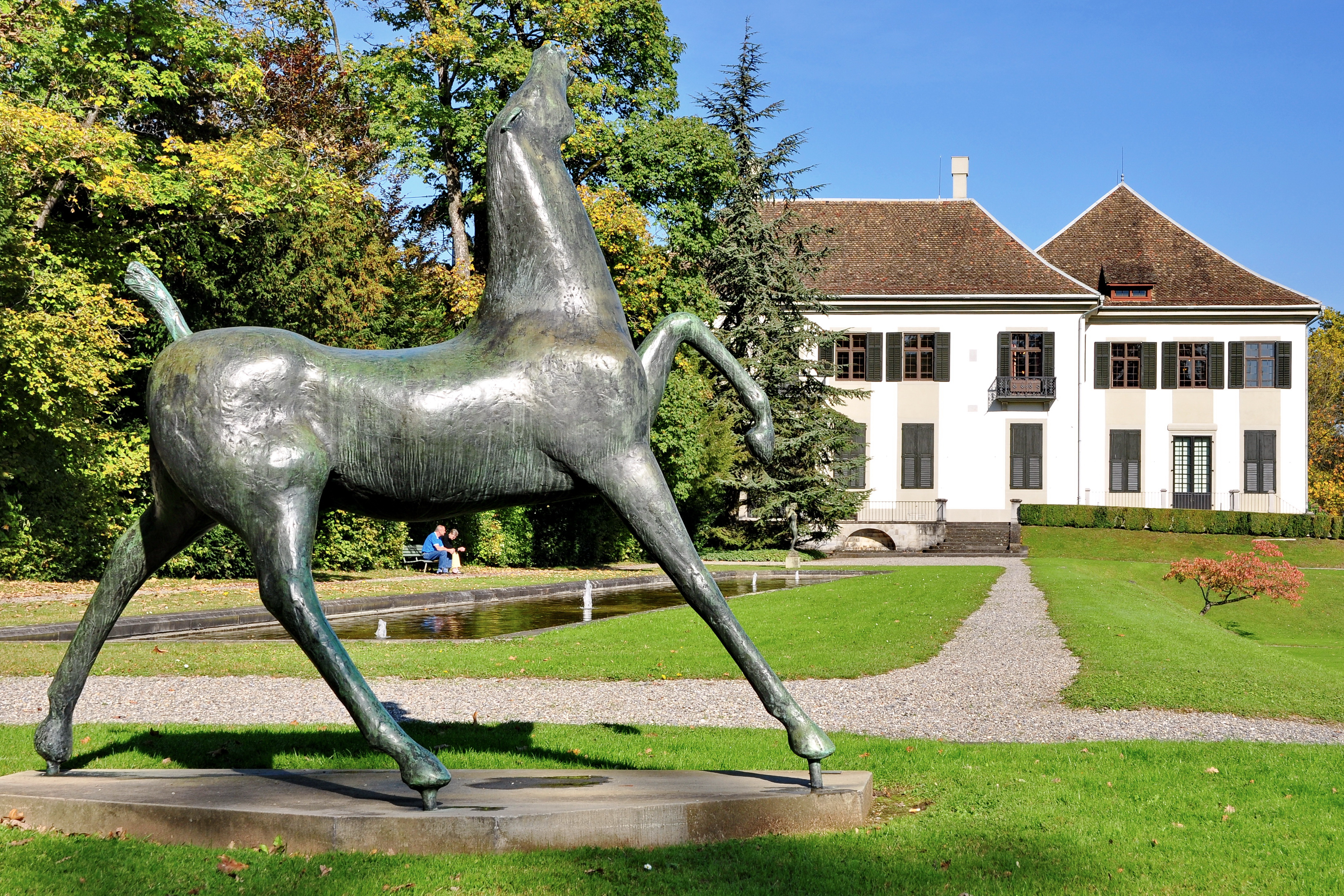
Pferd von Otto Charles Bänninger, 1954/1955
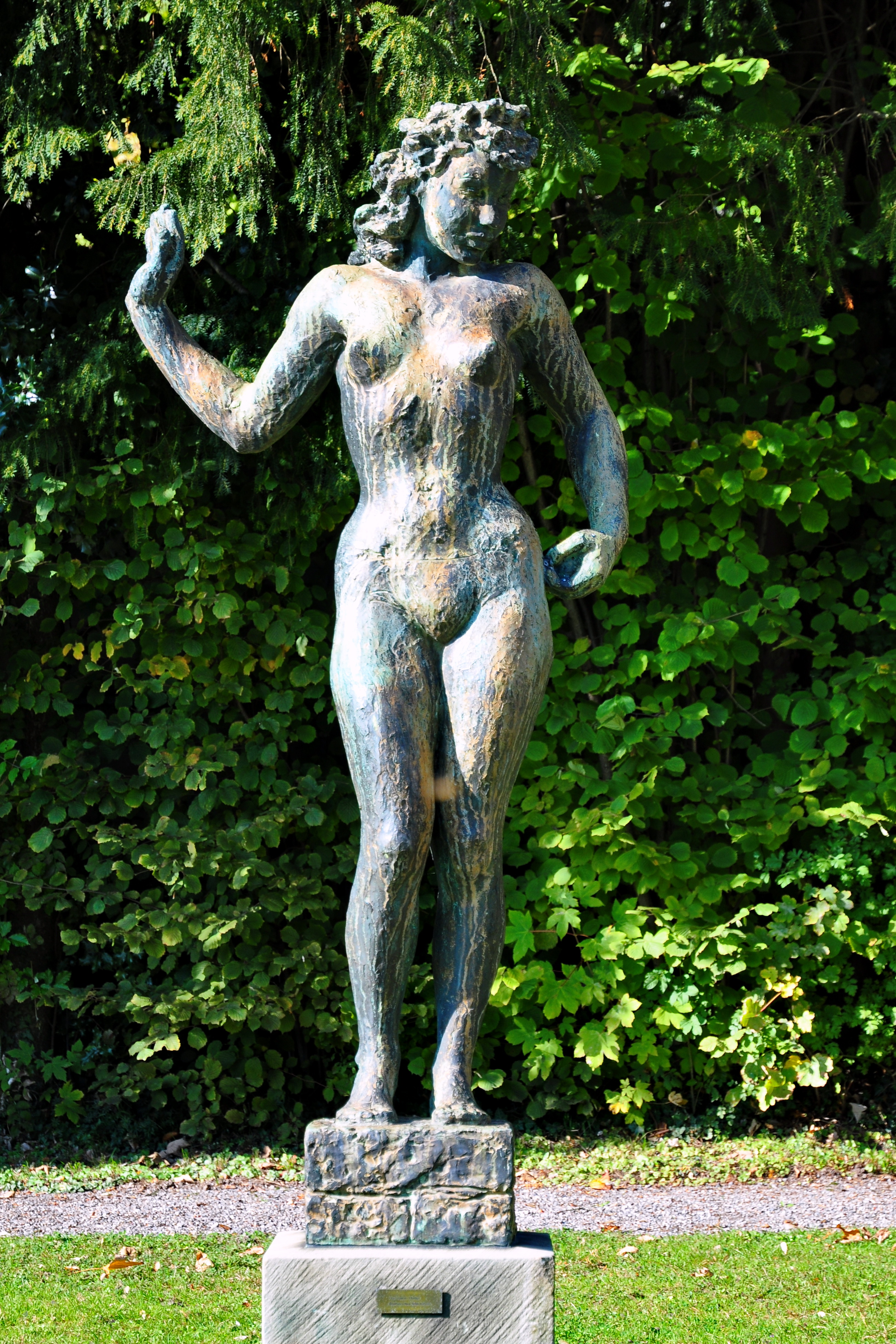
Stehendes Mädchen von Hermann Haller, um 1940
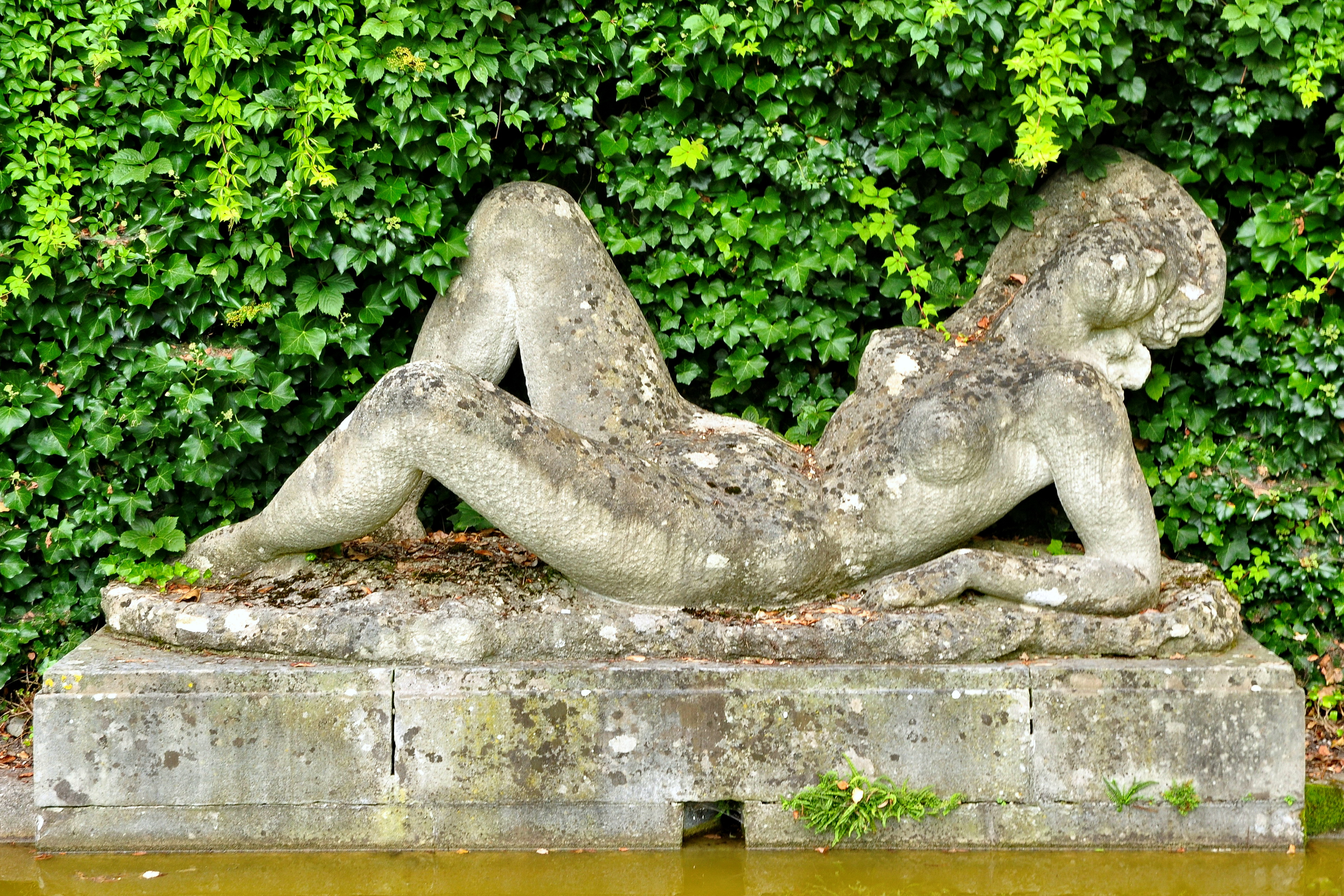
Liegende von Hermann Haller, um 1927

Der Park wurde im Laufe der Jahre umgestaltet. Ist auf Fotos von 1924 noch eine barocke Gartengestaltung mit sanftkurvigen Wegen sichtbar, fällt auf späteren Aufnahmen von 1956 ein rechtwinkliges, langgestrecktes Wasserbecken auf, das sich einfügt in eine grossflächige und strenge Raumgestaltung. Die baulichen Änderungen und der damit verbundene Stilwechsel wurden vermutlich nach dem Kauf des Gutes durch die Stadt von derselben ausgeführt. Gerade die Stilmischung wird als reizvoll empfunden:
«Der Garten beeindruckt durch das spannungsvolle Nebeneinander verschiedener Stilrichtungen: An den aus dem späten 18. Jahrhundert stammenden, von der italienischen Renaissance inspirierten symmetrischen Aufgang vor der Hauptfassade stösst die langgestreckte, schnörkellose Geländemodellierung des frühen 20. Jahrhunderts. Die Parkanlage vermittelt angenehme Grosszügigkeit und Ruhe.»